# Washington (Utah)
Washington é uma cidade localizada no estado norte-americano de Utah, no Condado de Washington.

## Demografia
Segundo o censo norte-americano de 2000, a sua população era de 8186 habitantes.
Em 2006, foi estimada uma população de 15.217, um aumento de 7031 (85.9%).

## Geografia
De acordo com o United States Census Bureau tem uma área de
81,7 km², dos quais 81,6 km² cobertos por terra e 0,1 km² cobertos por água. Washington localiza-se a aproximadamente 404 m acima do nível do mar.

## Localidades na vizinhança
O diagrama seguinte representa as localidades num raio de 20 km ao redor de Washington.